# Лукаш Кашпар
Лукаш Кашпар (чеськ. Lukáš Kašpar; 23 вересня 1985, м. Мост, ЧССР) — чеський хокеїст, правий/лівий нападник. Виступає за Англет у Ліга 1.
Вихованець хокейної школи ХК «Літвінов». Виступав за «Літвінов», «Банік Мост», «Оттава 67'с» (ОХЛ), «Клівленд Беронс» (АХЛ), «Вустер АйсКетс» (АХЛ), «Сан-Хосе Шаркс», «Адірондак Фантомс» (АХЛ), «Барис» (Астана), «Донбас» (Донецьк), «Югра» (Ханти-Мансійськ), «Кярпят» (Оулу), «Млада-Болеслав».
В чемпіонатах НХЛ — 16 матчів (2+2).
У складі національної збірної Чехії учасник чемпіонатів світу 2010 і 2012 (16 матчів, 2+2). У складі молодіжної збірної Чехії учасник чемпіонату світів 2004 і 2005. У складі юніорської збірної Чехії учасник чемпіонату світу 2003.
Досягнення
- Чемпіон світу (2010), бронзовий призер (2012)
- Бронзовий призер молодіжного чемпіонату світу (2005).